# Michael Cuccione
Michael James Cuccione (* 5. Januar 1985 in Burnaby, British Columbia, Kanada; † 13. Januar 2001 in Vancouver) war ein kanadischer Schauspieler, Musiker und Gründer der Michael Cuccione Foundation for Cancer Research.

## Leben
Michael Cuccione wurde als zweitältestes von drei Kindern von Domenic und Gloria Cuccione geboren. Seine ältere Schwester heißt Sophia, sein jüngerer Bruder Steven.
Im Juni 1994 wurde bei dem 9-Jährigen Lymphknotenkrebs in fortgeschrittenem Stadium diagnostiziert. Er überlebte dank der 1994 als auch Anfang 1995 durchgeführten Chemotherapien, behielt jedoch einen permanenten Schaden an Lunge und Herzen zurück.
Darauf begann Cuccione in Radio und Fernsehen auf die tödliche Gefahr von Krebs aufmerksam zu machen. Er besuchte Schulen, Krankenhäuser und trat auf anderen Veranstaltungen auf. Er traf sich mit dem damaligen kanadischen Premierminister Jean Chrétien und Papst Johannes Paul II. in Rom.
Sein Lebensmotto lautete nach einem Zitat der IMDb:
- Englisch: „One person can do so much, but together we can make a difference.“
- Deutsch: „Eine Person kann nur so viel erreichen, aber zusammen können wir einen Unterschied bewirken.“

In Zusammenarbeit mit seiner Großmutter publizierte er ein Buch mit dem Titel There Are Survivors. Zudem komponierte und sang er ein Musikalbum mit fünf Liedern ein, das den Titel Make a Difference als Coversong enthält. Die anderen Lieder heißen Don’t Wanna Say Goodbye, Lock The Door, Never Give Up und When You Are Away.
1997 spielte Cuccione eine Gastrolle als krebskranker Junge in Baywatch – Die Rettungsschwimmer von Malibu, Episode Charlie. 1999 wurde er mit vier anderen Jungen (Noah Bastian, Evan Farmer, Kevin Farley und Alex Solowitz) für 2gether gecastet. In diesem Film gründen fünf Jungs eine Boygroup, die eine große Fangemeinde erhielt, obwohl die Band fiktiv war. Der Soundtrack, der im Februar 2000 veröffentlicht wurde, konnte sich in den US-amerikanischen Album-Charts platzieren. Im August 2000 entschloss man sich, aus dem Film die Fernsehserie 2gether: Die Serie zu produzieren, die ein großer Erfolg wurde. Obwohl Cuccione und die Jungs nur vor der Filmkamera eine Band mimten, wurden andere Musiker auf sie aufmerksam. Im Herbst 2000 war „2gether“ Vorgruppe von Britney Spears.
Im Zuge der Dreharbeiten zur zweiten Staffel von 2gether war Cuccione auf eine Sauerstoffflasche angewiesen, da er zusehends Atemprobleme bekam. Viele öffentliche Termine der Band konnte er nicht mehr wahrnehmen. Am 4. Dezember 2000 wurde er mit einer Lungenentzündung ins Krankenhaus eingeliefert. Während des Krankenhausaufenthaltes versagten seine Lungen und er verstarb im Beisein seiner Familie. Auf seiner Beerdigung am 17. Januar 2001 in Vancouver sang Baywatch-Star David Hasselhoff einen Song im Gedenken an Michael Cuccione.

## Zur Stiftung
Die Michael Cuccione Foundation for Cancer Research erhielt bereits zu Michaels Lebzeiten zahlreiche Auszeichnungen: BCTV's Saturday Child, Vancouver Leader of Tomorrow Award und der YTV Achievement Award. Bis Dezember 2000 verfügte die Stiftung über ein Budget von $ 500.000 CAD.